# Лиходиевский Погост
Лиходиевский Погост — деревня в Вельском районе Архангельской области. Входит в состав муниципального образования «Верхнеустькулойское».

## География
Деревня расположена в южной части Архангельской области, в таёжной зоне, в пределах северной части Русской равнины, в 44 километрах на юг от города Вельска, на левом берегу реки Кулой(приток Ваги). Ближайшие населённые пункты: на северо-западе деревня Алексеевская, на юго-востоке деревня Шестниковская.
Часовой пояс
Лиходиевский Погост, как и вся Архангельская область, находится в часовой зоне МСК (московское время). Смещение применяемого времени относительно UTC составляет +3:00.

## Население
| 2002 | 2010 | 2012 | 2014 |
| ---- | ---- | ---- | ---- |
| 74   | ↘57  | ↗79  | ↘78  |

## История
Указана в «Списке населённых мест по сведениям 1859 года» в составе Вельского уезда(2-го стана) Вологодской губернии под номером «2611» как «Лиходiевскiй пог.». Насчитывала 3 двора, 9 жителей мужского пола и 10 женского. Также в деревне указана 1 православная церковь.

## Достопримечательности
Церковь Воскресения Христова Объект культурного наследия № 2900627000  — Деревянная церковь, 1794 года постройки.